# Lenka Dohnalová-Mlynářová
Lenka Dohnalová-Mlynářová (* 18. března 1963 Šternberk) je olomoucká sbormistryně komorního sboru Sbor Kolem a středoškolská učitelka českého jazyka a hudební výchovy.

## Život
Vystudovala Pedagogickou fakultu Univerzity Palackého v Olomouci, obor český jazyk a hudební výchova, v roce 1986. Od roku 1994 vyučuje tyto dva předměty na Gymnáziu Olomouc-Hejčín. V tomtéž roce založila na gymnáziu smíšený pěvecký sbor, který se od začátku své existence – kromě klasického sborového repertoáru – soustředí na provádění hudebně-dramatických děl. Toto uskupení nese název Sbor Kolem.
Obdržela Cenu města Brna za rok 1997 za vynikající interpretaci hudební tvorby.